# 苏米特·纳加尔
苏米特·纳加尔（Sumit Nagal，1997年8月16日—），印度男子网球运动员。
他与越南搭档李黄南共同赢得了2015年温布尔登网球锦标赛青少年男子双打冠军，从而成为第六位赢得青少年大满贯冠军的印度球员。自2018年以来，他一直是印度戴维斯杯代表队的常客。
纳加尔在ATP挑战巡回赛上有4个单打冠军。在ITF男子世界网球巡回赛上有9个单打2个双打冠军。

## 争议
2017年，有报道称，2016年7月在昌迪加尔与韩国戴维斯杯代表队的比赛中，苏米特以手肘受伤为由缺席了一堂训练课。他被排除在阿南德·阿姆里特拉杰率领的印度戴维斯杯阵容之外，该阵容原定于2017年2月3日至5日迎战新西兰戴维斯杯代表队。一位接近全印网球协会（AITA）的消息人士告诉《Sportskeeda》：「这完全是球员不守纪律的表现。他缺席了几堂训练课，在没有通知我们的情况下带着女朋友来训练营」。纳加尔否认了这些指控，他得到了前印度队球员索姆德夫·德瓦尔曼的支持，后者表示：「我想再次明确这一点。你们没有选择苏米特·纳加尔参加即将到来的比赛，因为苏米特·纳加尔不能上场。我是怎么知道的？因为我在12月份与苏米特共度了两周的时间，帮助他进行训练，并帮助他对目前正在恢复的肩伤进行康复治疗。」

### 青少年大满贯决赛

#### 男子: 1 (1–0)
| 结果 | 年份 | 巡回赛             | 场地 | 搭档   | 对手                      | 比分          |
| ---- | ---- | ------------------ | ---- | ------ | ------------------------- | ------------- |
| 胜   | 2015 | 温布尔登网球锦标赛 | 草地 | 李黄南 | 瑞利·奥普卡 阿基拉·桑蒂兰 | 7–6(7–4), 6–4 |

## 备注
1. 1 2  仅统计ATP巡回赛, 网球大满贯正赛和戴维斯杯、拉沃尔杯和奥运会